# 石川竜一
石川 竜一（いしかわ りゅういち、1984年 - ）は日本の写真家。

## 経歴
沖縄県生まれ。中学時代からボクシングをはじめ、2002年の高知国体で全国3位に入賞した。
2006年、沖縄国際大学総合文化学部社会文化学科卒、大学在学中に写真と出会う。2008年、前衛舞踊家しば正龍に師事。2010年、写真家勇崎哲史に師事。2011年、東松照明デジタル写真ワークショップに3期生として参加、同ワークショップ終了写真展に参加。
2012年「okinawan portraits」で第35回キヤノン写真新世紀佳作受賞。2013年、しば正龍独演会にコンテンポラリーダンスでソロ出演。
2014年度、第40回木村伊兵衛賞を「絶景のポリフォニー」で受賞。

## 写真集
- 『SHIBA踊る惑星』(2010年、自費出版)
- 『しば正龍 女形の魅力』(2013年、自費出版)
- 『RYUICHI ISHIKAWA』(2014年、写真集形作品)
- 『絶景のポリフォニー』(2014年、赤々舎)
- 『okinawan portraits 2010-2012』(2014年、赤々舎)
- 『adrenamix』（2015年、赤々舎)
- 『CAMP』（2016年、SLANT）
- 『okinawan portraits 2012-2016』（2016、赤々舎)

## 出演

### 映画
- WILL（2024年2月16日公開予定）[9]